# Куны
Куны, токсобичи — тюркский или монгольский народ, упоминания о котором относятся к VII—XIII векам.

## История
В начале VII века кочевали севернее пустыни Гоби. В VIII—IX вв. входили в Уйгурский каганат. Откочевали в верховья Енисея, оказавшись по соседству с каи (согласно Плетнёвой С. А. то же, что кимаки).
Про последующие события ал-Марвази сообщает, что каи потеснили кунов, а те, в свою очередь, саров (то есть половцев; шаров, то есть кипчаков, половцев). По данным историографии, кипчаки ещё к середине IX в. достигли господства над кимаками и кунами, а к середине X века поглотили их и в середине XI в. вместе с ними начали движение в Европу.
В XI—XIII вв. имя куны встречается эпизодически в венгерских и русских источниках наряду с куманы в значении кипчаки, половцы и венгерские половцы.
По одной из версий, племя токсобичей, упоминаемое различными первоисточниками, было кунским, а куны в этот период соответствовали донским половцам. Также существует версия о том, что русское название половцев сарочины складывалось из двух корней — сары и куны.
По мнению некоторых исследователей, этноним «токсоба» может быть идентичен упоминаемому в танском «Тундянь» (VIII век) племени тухси, выделившемуся когда-то из семиреченских тюргешей.

### Куны и монголы
Немецкий востоковед Йозеф Маркварт полагал, что куны были отуреченною ветвью монгольского народа, пришельцами из Восточной Азии, появившимися в Европе между 1030 и 1049 гг. Маркварту удалось найти у автора XI в. Бируни и у автора начала XIII в. Ауфи упоминание о двух народах, кун и кайи, живших к востоку от киргизов в окрестностях озера Байкал. Ауфи приводит также другое название кунов, марка или мурка. Как полагает Ж. М. Сабитов, передвижение кунов и каев на запад началось после крупного восстания племён цзубу против киданей в 1026—1027 гг.
В. В. Бартольд писал, что куны, как предполагается, народ в основе монгольского происхождения. По некоторым данным (в том числе, по географии расселения) можно предположить, что куны были более монголоидны, чем половцы и, тем более, куманы. Ю. А. Евстигнеев отождествлял кунов с племенем токсобичи. По его мнению, в этнониме токсоба (токсобичи) древнетюркское — токуз-огуз — девять родов, тюркское «огуз» заменено на древнемонгольское «обог» — род. По сообщению Ибн Халдуна, они имели татарское (монгольское) происхождение.
На монгольское происхождение кунов (токсобичей), как полагают исследователи, указывает тот факт, что они перешли на сторону монголов, согласившись на призыв завоевателей под предводительством Субудэя и Джэбэ: «Мы и вы из одного народа, одного племени, аланы же нам чужие».

## Потомки кунов

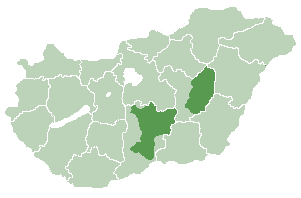
Расположение Куншага на карте Венгрии

В настоящее время кунами называют себя часть венгров, возводящих свои генеалогии к средневековым кунам-токсобичам из кипчакского союза племён. Куны в Венгрии преимущественно проживают в областях Малый Куншаг и Большой Куншаг. Согласно официальной историографии Венгрии известно, что куны последовательно заселили Дунай двумя волнами. Первая была в 11 веке, вторая при хане Котяне, в 13 веке.
Токсоба (токсаба) входит в состав казахского рода байбакты племени байулы Младшего жуза. Байулы в свою очередь входит в состав крупного племенного объединения алшын.
Кара-кыпчакский уран Токсаба указывает на этническое происхождение башкирских кара-кыпчаков от средневекового половецкого племени токсаба — одного из древних племён Дешт-и-Кипчака, имевших тюркское происхождение. Ю. А. Евстигнеев также считает, что этническую основу кыпчаков-башкир составили средневековые токсоба.
Родословная южно-уральского клана башкир Усэрган (баш. Үҫәргән) берёт начало от Туксабы который согласно родословной, является дедушкой средневекового башкирского военачальника Усэргана.
Из каракалпаков, живущих на северо-западе Узбекистана, большую часть составляют кипчаки, которые происходят от урана Токсоба.